# Уилям Бюдайн
Уилям Бюдайн (William Beaudine) (15 януари 1892 – 18 март 1970) е американски режисьор. Той е роден в Ню Йорк, САЩ, и е брат на режисьора Харолд Бюдайн.
Бюдайн е един от многото опитни режисьори, които са „внесени“ от Холивуд през 30-те години на 20 век, за да работят върху типично британски филми; други такива режисьори са Раул Уолш и Алън Дуан.
Уилям Бюдайн си сътрудничи в четири филма с британския актьор Уил Хей; един от тези филми е Boys Will Be Boys (Момчетата ще си останат момчета, 1935).
Връща се в Америка през 1937 г. и остава да живее там. Преди и след британския си период, Бюдайн прави нискобюджетни американски филми в огромни количества и от всякакви жанрове: за периода 1915 – 1966 г. той заснема над 250 филма.
Бюдайн е активен във филмовата и телевизионната продукция почти до смъртта си. Умита през 1970 г. в Калифорния, САЩ.